# ساریمنتو
ساریمنتو (به اسپانیایی: Sarmiento) یک منطقهٔ مسکونی در آرژانتین است که در Sarmiento Department واقع شده‌است. ساریمنتو ۸٬۲۹۲ نفر جمعیت دارد.